# Jeanne Seymour
Ne doit pas être confondue avec l'actrice britannique Jane Seymour
Pour les articles homonymes, voir Seymour.
Titre
Reine consort d'Angleterre
4 juin 1536 – 24 octobre 1537
(1 an, 4 mois et 20 jours)
Signature
Jeanne Seymour (en anglais : Jane Seymour), née vers 1508 et morte le 24 octobre 1537, est la troisième épouse du roi Henri VIII et reine consort d'Angleterre de 1536 à 1537. Elle est la mère du roi Édouard VI d'Angleterre.

## Biographie

### Enfance
Jeanne Seymour est la fille de John Seymour de Wiltshire et de Margaret Wentworth. Elle est également la sœur de Thomas Seymour (v. 1508 - 1549), baron Seymour de Sudeley, et de Edward Seymour, duc de Somerset (v. 1506 - 1552), qui sont des personnages importants dans l'entourage de son fils, puisque Edward Seymour est désigné lord-protecteur pour son neveu.
La date exacte de sa naissance est inconnue, bien qu'on la place généralement en 1508 : Alison Weir, romancière historique britannique, dans son ouvrage The Six Wives of Henry VIII note le fait que lors des funérailles de Jeanne Seymour, le cortège est composé de 29 femmes et souligne que la coutume voulait que l'on marque par là le nombre d'années de la défunte, ce qui l'a amenée à avancer la naissance de Jeanne Seymour de dix-huit mois.
Jeanne n'a pas reçu une aussi bonne éducation que les précédentes épouses d'Henri, Catherine d'Aragon et Anne Boleyn. Elle pouvait simplement lire et écrire son nom. Elle est plus douée pour les travaux d'aiguille et l'organisation d'une maisonnée, ce qui est courant chez les femmes de l'époque. Elle devient dame d'honneur en 1532, la dernière année du règne de Catherine. Quand le mariage d'Henri est annulé, et qu'Anne Boleyn devient reine, Seymour sert Boleyn à la place. Henri VIII semble s'intéresser pour la première fois à Jeanne en février 1536. Jeanne Seymour est pâle et blonde, au contraire d'Anne Boleyn, brune et au teint olivâtre.

### Reine d'Angleterre
Henri VIII se fiance à Jeanne Seymour le 20 mai 1536, le lendemain de l'exécution d'Anne Boleyn, et l'épouse dix jours plus tard. Elle est publiquement déclarée reine le 4 juin. Elle ne sera jamais couronnée, car Londres, où se déroulent les couronnements, est frappée par une épidémie de peste. On a aussi pensé qu'Henri hésitait à couronner Jeanne avant qu'elle ne se soit montrée capable de lui donner un héritier. Il semblerait d'ailleurs qu'elle soit enceinte lors de leur mariage avant de faire une fausse couche peu de temps après.
La reine consort est décrite comme stricte et formelle. Elle n'est proche que de ses parentes, Anne Stanhope, l'épouse de son frère, et Élisabeth, sa sœur. Les fastes de la cour, son rayonnement social, particulièrement extravagants sous Anne Boleyn, sont remplacés sous le règne de Jeanne Seymour par une austérité et une atmosphère oppressantes. Par exemple, le code vestimentaire des dames de la cour est détaillé jusqu'au nombre de perles qu'elles peuvent porter sur leurs habits, et la mode française importée par Anne Boleyn est bannie. Politiquement, Jeanne Seymour semble avoir été conservatrice, sa seule intervention dans les affaires nationales, en 1536, étant pour demander la grâce des personnes impliquées dans la révolte du pèlerinage de Grâce. Henri rejette cette demande, lui rappelant le sort de la précédente reine quand « elle s'était mêlée de ses affaires ».
Au début de 1537, elle tombe enceinte et se retire loin de la cour. Pendant sa grossesse, elle développe une passion pour les colombes, qu'Henri lui fait venir de Calais et des Flandres . Elle donne naissance à un héritier mâle, le futur Édouard VI d'Angleterre, le 12 octobre au château de Hampton Court.

### Décès
Selon la coutume de l'époque, Jeanne n'assiste pas au baptême du prince le 15 octobre 1537. Les rumeurs affirmèrent alors qu'elle est décédée des suites d'une césarienne, ordonnée par Henri pour éviter un nouvel enfant mort-né. En réalité, elle meurt d'une fièvre puerpérale quelques jours plus tard, le 24 octobre, à Hampton Court après un peu plus d'un an de mariage. Elle est enterrée dans la chapelle Saint-Georges, au château de Windsor, après des funérailles présidées par la première fille d'Henri VIII, la future Marie Ire.
Après sa mort, Henri porte les habits du deuil pendant trois mois, et ne se remarie pas avant trois ans, bien que des négociations de mariage aient été rapidement entamées. Il se remarie en 1540 avec Anne de Clèves, qu'il répudie au bout de six mois. Les historiens pensent que c'est la réussite de Jeanne Seymour à donner un héritier mâle à Henri qui le fait se souvenir si tendrement d'elle. Quand le roi meurt en 1547, il se fait enterrer auprès d'elle.

## Titulature
- Sa Majesté la reine d'Angleterre (1536-1537)

## Postérité

### À l'écran
- Une intrigue à la cour d'Henri VIII, film français de Camille de Morlhon (1912) : Madeleine Roch
- La Vie privée d'Henry VIII (The Private Life of Henry VIII), film britannique d'Alexander Korda (1933) : Wendy Barrie
- Les Six Femmes d'Henry VIII (Henry VIII and his six wives), film britannique de Waris Hussein (1972) : Jane Asher
- Henry VIII, téléfilm de Pete Travis (2003) : Emilia Fox
- The Other Boleyn Girl, téléfilm de Philippa Lowthorpe (2003) : Naomi Benson
- Les Tudors (The Tudors), série canado-américano-irlandaise créée par Michael Hirst : Anita Briem (saison 2, 2008), puis Annabelle Wallis (saison 3, 2009)
- Deux Sœurs pour un Roi (The Other Boleyn Girl) (version 2008) : Corrinne Galloway
- Wolf Hall, mini-série de six épisodes réalisée par Peter Kosminsky : Kate Phillips.

### En musique
- 1973 - Titre no 4 de l'album de Rick Wakeman, intitulé The Six Wives of Henry VIII
- 2009 - Titre de l'album de Rick Wakeman, The Six Wives of Henry VIII Live at Hampton Court Palace
- 2017 - Heart of Stone, dans la comédie musicale SIX.
- Jeanne Seymour (Giovana) est un rôle de mezzo-soprano dans l'opéra Anna Bolena de Donizetti, créé en 1830.